# Fabriqué en Chine
Pour les articles homonymes, voir Made in China.
« Fabriqué en Chine » (Made in China en anglais, chinois simplifié : 中国制造 ; chinois traditionnel : 中國製造 ; pinyin : Zhōngguó Zhizao) ou, rarement, Fabriqué en RPC (le sigle PRC signifie en effet People's Republic of China, qui se traduit en français par « République Populaire de Chine » ; « made in PRC » est donc synonyme de « made in China »), est une indication du pays d'origineapposée sur les étiquettes des produits fabriqués en Chine continentale.

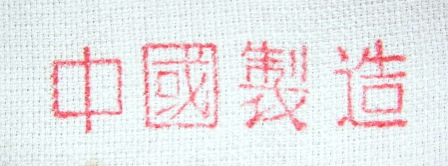
Fabriqué en Chine
(en Pinyin: Zhōngguó zhìzào)

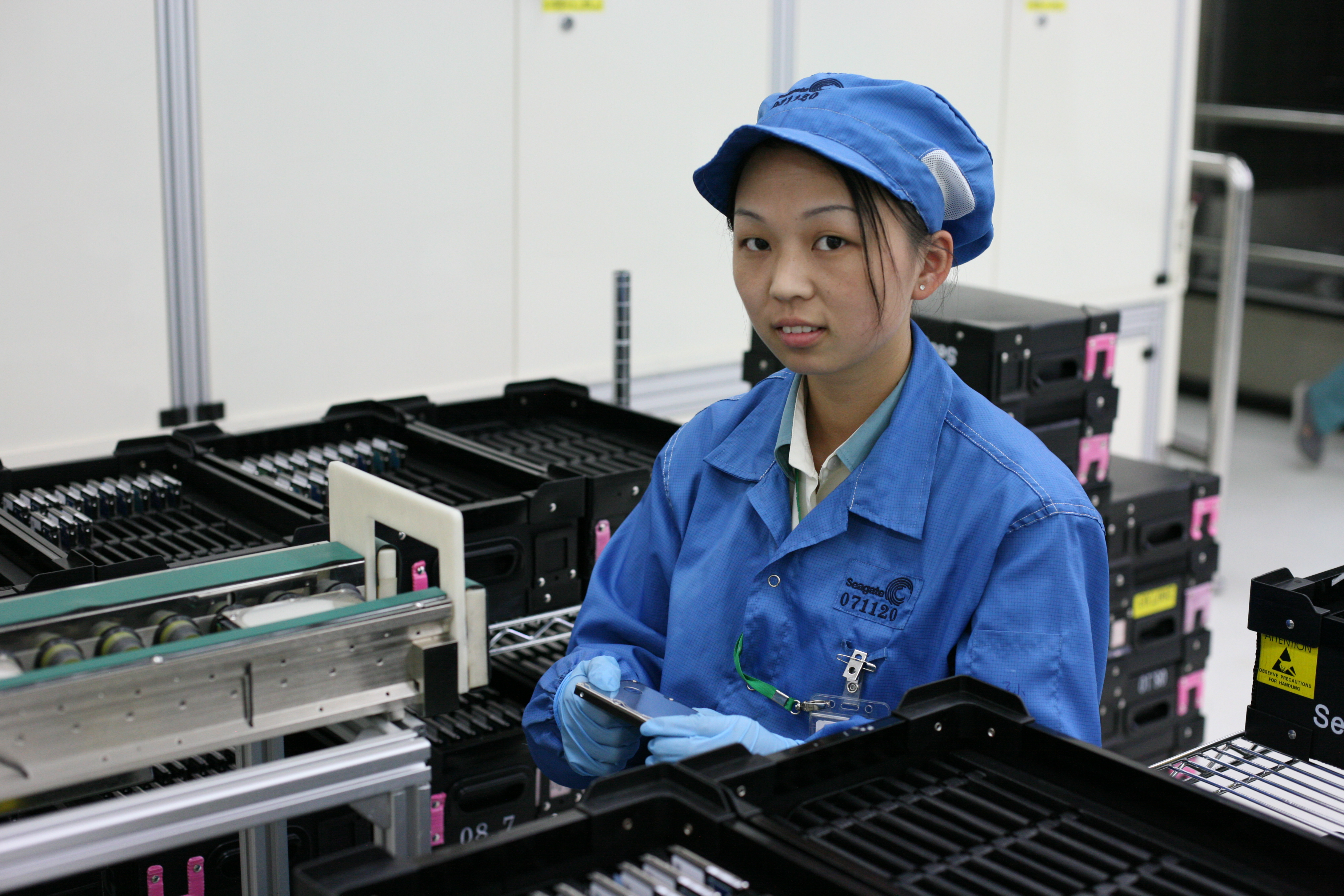
Ouvrière du fabricant de disques durs Seagate à Wuxi, dans le Jiangsu, en 2008.

## Origines

### Avant la révolution industrielle
Les produits chinois les plus célèbres avant la révolution industrielle étaient le thé, la porcelaine et la soie, des minéraux comme l'argent et autres matières premières comme le charbon. Ce sont des produits authentiques, pour lesquels la contrefaçon est inutile.

### Fabriqué en Chine à l'époque moderne
La révolution industrielle changea la situation. Les industries modernes, notamment l'industrie de l'Angleterre, considéraient que leurs produits étaient supérieurs. La demande de marquer l'origine des produits d'autres pays fut la conséquence du Merchandise Marks Act anglais de 1887. Voir aussi : Révolution industrielle et l'Empire britannique,.
En Chine, à la période semi-coloniale, le problème n'existait pas. La naissance de la Chine moderne à la suite de la révolution de 1949 puis de l'industrialisation changea la situation, car les produits des industries étrangères devenaient de nouveaux concurrents sur le marché chinois.

### ROC et P.R.O.C.
Dès l'époque de la ROC, le Made in China est présenté comme Made in China ROC (république de Chine) ou Made in ROC pour Taïwan et Made in China P.R.O.C. ou Made in P.R.O.C. pour la Chine continentale.

## Autres marquages de provenance chinoise
L’équivalent chinois du marquage CE (conformité européenne) est le marquage CCC (abréviation de China Compulsory Product Certification ou « certification obligatoire de production en Chine »).
Le marquage CE (conformité européenne) fait l'objet, depuis 2007, d'une rumeur selon laquelle des sociétés chinoises utiliseraient un marquage conçu pour ressembler au marquage européen mais dont les lettres seraient plus resserrées et qui signifierait en réalité China Export, l'anglais pour « exportation chinoise ». Cette rumeur est contestée par la commission européenne qui n'aurait trouvé aucune trace d'une marque China Export, mais reconnaît que comme toute autre marque, le marquage CE est sujet à la contrefaçon,.

## Incidents

### En Chine
Le scandale du lait frelaté en 2008 a ébranlé la confiance du consommateur chinois dans les produits laitiers chinois. Le lait était aussi produit en Chine par des entreprises internationales comme Nestlé, Cadbury, Oreo (de Nabisco), Heinz et Lipton (de Unilever).

### Hors de Chine
La contamination de l'héparine chinoise en 2008.
En 2007, le groupe américain Mattel a procédé au rappel de jouets fabriqués en Chine en raison d'une teneur élevée en plomb.

## Contre-mesures
La législation chinoise est devenue très stricte,,, notamment en ce qui concerne la traçabilité des produits. D'autre part le système de crédit social a été mis en place pour inciter les entreprises à être plus respectueuses de la réglementation et établir un réseau de « confiance », et d'enrayer les fraudes (chinois : 守信 ; pinyin : shǒuxìn).

### Produits alimentaires
Depuis novembre 2007, la traçabilité des produits alimentaires chinois est obligatoire.

### Produits de santé
La filiale chinoise de la l'organisation de normalisation internationale GS1 de traçabilité des produits et Alibaba, l'un des plus importants vendeurs en ligne, avec 423 millions d'acheteurs en ligne en mars 2016, se sont associés pour une meilleure traçabilité des produits notamment de santé. La norme propose une traçabilité du fabricant au consommateur via un identifiant unique (UID) et propose d'éduquer la population à cette traçabilité.

## Poids du «Fabriqué en Chine» par pays

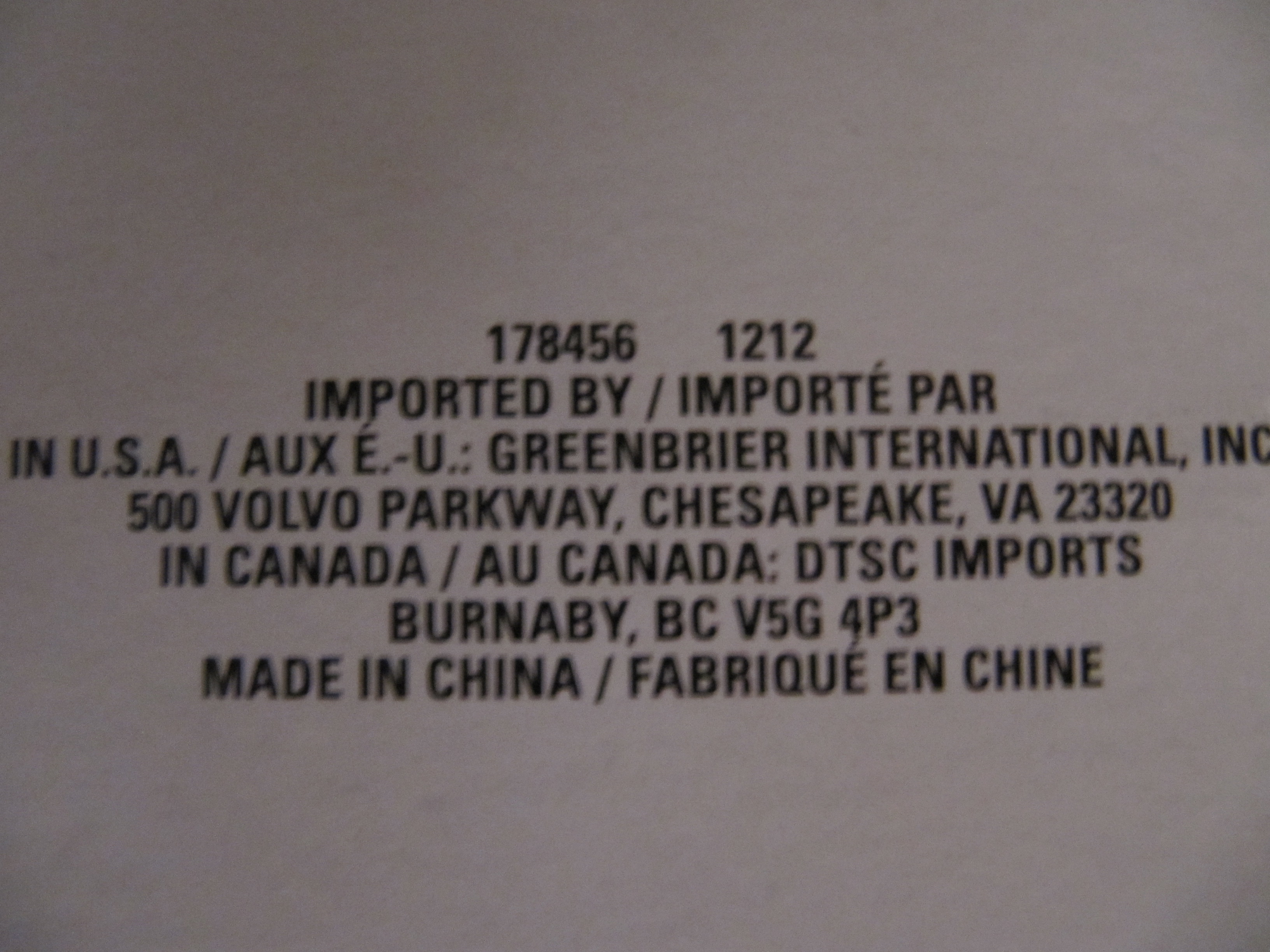
Étiquette d'indication d'origine d'un produit vendu sur le sol nord-américain.

### Allemagne
En 2015, les importations de l'Allemagne vers la Chine se montent à 87 689,4 millions de dollars américains, les exportations de la Chine vers l'Allemagne se montent à 69 216,8 millions de dollars américains.

### Australie
En 2016, exportations : 81,7 milliards de dollars AUS $, importations : 59,5 milliards de dollars AUS $.

### Canada
En 2004, le Canada est devenu le 10e partenaire commercial de la Chine avec environ 25 milliards de dollars (US$). Son déficit commercial avec la Chine est alors de 17,5 milliards de dollars,.

### États-Unis
En 2012, 94 % des drapeaux américains importés aux États-Unis sont fabriqués en Chine.

### France
En 2022, les exportations chinoises vers la France s'élèvent à environ 77,7 milliards d'euros tandis que les importations sont d'environ 24,1 milliards d'euros.

## Perspectives d'avenir
Les lignes de l'avenir de l'économie chinoise sont définies par le plan « China Manufacturing 2025 » qui décrit plus que l'Industrie 4.0.
L'ambition technologique chinoise inquiète de plus en plus les précédents leaders du marché. Les rumeurs de la moindre qualité inhérente aux produits chinois sont remplacées par des rumeurs d'un danger et péril pour la sécurité des États par les technologies de télécommunication chinoises, par exemple. ceux de Huawei concernant la technologie 5G.

## Lien web
- « “Made In” ? Les 50 Pays Ayant La Meilleure Qualité De Fabrication », Forbes, 31 mars 2017 (consulté le 7 août 2017)
- Guide complet 2021 : Que signifie Made in PRC? Fabriqué en RPC ? Différence avec Made in China et fabriqué en Chine